# Eupelmus aesopi
Eupelmus aesopi är en stekelart som beskrevs av Girault 1921. Eupelmus aesopi ingår i släktet Eupelmus och familjen hoppglanssteklar. Inga underarter finns listade i Catalogue of Life.